# Castalian Springs (Tennessee)
Castalian Springs es un lugar designado por el censo ubicado en el condado de Sumner en el estado estadounidense de Tennessee. En el Censo de 2010 tenía una población de 556 habitantes y una densidad poblacional de 36,9 personas por km².

## Geografía
Castalian Springs se encuentra ubicado en las coordenadas 36°24′4″N 86°18′24″O / 36.40111, -86.30667. Según la Oficina del Censo de los Estados Unidos, Castalian Springs tiene una superficie total de 15.07 km², de la cual 15.07 km² corresponden a tierra firme y (0%) 0 km² es agua.

## Demografía
Según el censo de 2010, había 556 personas residiendo en Castalian Springs. La densidad de población era de 36,9 hab./km². De los 556 habitantes, Castalian Springs estaba compuesto por el 92.99% blancos, el 4.5% eran afroamericanos, el 0.36% eran amerindios, el 0.9% eran asiáticos, el 0% eran isleños del Pacífico, el 0.72% eran de otras razas y el 0.54% pertenecían a dos o más razas. Del total de la población el 1.26% eran hispanos o latinos de cualquier raza.